# انجیر پشمی
انجیر پشمی (نام علمی: Eriosyce) نام یک سرده از تیره کاکتوس است.